# Ring 0 (Film)
Ring 0 (japanisch リング0 バースデイ Ringu Zero: Bāsudei) ist eine Literaturverfilmung nach The Birthday von Kōji Suzuki aus dem Jahr 2000. Er ist die Vorgeschichte von Ring – Das Original.

## Inhalt
Die Reporterin Miyaji Akiko sammelt Informationen über Shizukos Tochter Sadako, da ihr Freund bei einer Demonstration von Shizuko Yamamuras Kräften getötet wurde. Inzwischen hat sich Sadako selbst einer Truppe von Theaterschauspielern angeschlossen und sich in Hiroshi Toyama verliebt, obwohl sie von der Unkontrollierbarkeit ihrer eigenen Kräfte gequält wird. Miyaji entdeckt die Wahrheit über Sadakos Kräfte und wie die gesamte Crew durch ihre bloße Anwesenheit verflucht wurde, sowie die Tatsache, dass es eine zweite Sadako gibt, die wie ein junges Mädchen aussieht und für den Tod ihres Freundes und die zukünftigen Todesfälle der Mitglieder der Theatergruppe verantwortlich ist. Als Miyaji Sadako mit dem Demonstrationsband der Mutter konfrontiert, verliert das Mädchen die Kontrolle und zerstört mit ihrer eigenen Kraft das Set und tötet den Arzt. Sadako flüchtet dann zum Haus ihres Vaters, während der Rest der Crew, mit Ausnahme von Toyama sie verfolgt.
Sadako fühlt sich bedroht und tötet die gesamte Crew einschließlich Miyaji. Die zweite Sadako taucht auf und tötet Toyama. Sadakos Vater, Dr. Ikuma, der die ganze Szene miterlebt hat, betäubt seine Tochter und wirft sie in einen Brunnen. Sadako erholt sich gerade rechtzeitig, um zu sehen, wie ihr Vater den Brunnen schließt. Zu Hause nimmt sich Ikuma das Leben und schneidet seine Kehle durch. Währenddessen träumt Sadako zum letzten Mal davon, ihren geliebten Toyama wiederzusehen.

## Produktion und Veröffentlichung
Regie führte Norio Tsuruta und das Drehbuch schrieb Hiroshi Takahashi. Die Musik komponierte Shinichiro Ogata und für die Kameraführung war Takahide Shibanushi verantwortlich. Für den Schnitt verantwortlich war Hiroshi Sunaga. Der Film kam am 22. Januar 2000 in Japan von Tōhō raus. Am 11. August 2003 erschien der Film in einer ungekürzten Fassung mit der Altersfreigabe ab 16 Jahren in Deutschland. Eine Neuprüfung durch die FSK ergab im Juli 2012 eine Freigabe ab 12 Jahren für die ungekürzte Fassung.

## Rezeption
- Lexikon des internationalen Films: Prequel der erfolgreichen japanischen "Ring"-Serie, das den stillen Kampf des Mädchens gegen seine Andersartigkeit zeigt, jedoch kein echtes Interesse für die unglückliche Heldin zu erzeugen versteht. Ein eher sprödes Drama mit formalen Schwächen, dem es zudem noch an psychologischem Tiefgang mangelt.[3]